# 费曼物理学讲义
《费曼物理学讲义》（英語：The Feynman Lectures on Physics）又译《费恩曼物理学讲义》，由理查德·費曼、羅伯·雷頓及馬修·山德士合著，被認為是费曼最易理解的专业作品，适用于任何对物理有兴趣的读者。
该书今天已成为对现代物理的經典介绍，包括数学、电磁学、经典力学、量子物理学及物理学同其它学科的关系等。
该书分为3卷：
- 第1卷：力学、光学、电磁辐射和热力学
- 第2卷：电磁学和电动力学
- 第3卷：量子力学

### 第1卷
- 第1章 原子的运动
- 第2章 基本物理
- 第3章 物理学与其他科学的关系
- 第4章 能量守恒
- 第5章 时间与距离
- 第6章 概率
- 第7章 万有引力理论
- 第8章 运动
- 第9章 牛顿的运动学定律
- 第10章 动量守恒
- 第11章 矢量
- 第12章 力的特性
- 第13章 功与势能(上)
- 第14章 功与势能(下)
- 第15章 狭义相对论
- 第16章 相对论中的动量与能量
- 第17章 时空
- 第18章 二维空间中的转动
- 第19章 質心、轉動慣量
- 第20章 空間转动
- 第21章 諧振子
- 第22章 代数学
- 第23章 共振
- 第24章 瞬变态
- 第25章 線性系統及其综述
- 第26章 光學：最短时间原理
- 第27章 幾何光學
- 第28章 電磁輻射
- 第29章 干涉
- 第30章 衍射
- 第31章 折射率的起源
- 第32章 輻射阻尼、光的散射
- 第33章 偏振
- 第34章 輻射中的相對論性效應
- 第35章 色視覺
- 第36章 视觉的机制
- 第37章 量子行为
- 第38章 波动观点与粒子观点的關係
- 第39章 气体分子动理论
- 第40章 統計力學原理
- 第41章 布朗運動
- 第42章 分子动理论的应用
- 第43章 擴散
- 第44章 熱力學定律
- 第45章 熱力學示例
- 第46章 棘輪与掣爪
- 第47章 聲、波動方程
- 第48章 拍
- 第49章 波模
- 第50章 諧波
- 第51章 波
- 第52章 物理定律的對稱性

### 第2卷
- 第1章 電磁學
- 第2章 矢量場的微分运算
- 第3章 矢量積分运算
- 第4章 靜電學
- 第5章 高斯定律的應用
- 第6章 在各种情况下的電場
- 第7章 在各种情况下的電場（續）
- 第8章 静电能
- 第9章 大气中的带电体
- 第10章 電介質
- 第11章 在電介質內部
- 第12章 靜電模拟
- 第13章 靜磁學
- 第14章 在各种不同情況下的磁場
- 第15章 矢勢
- 第16章 感生电流
- 第17章 感應定律
- 第18章 麦克斯韦方程組
- 第19章 最小作用量原理（专题演讲）
- 第20章 麦克斯韦方程组在自由空间中的解
- 第21章 有电流和电荷时麦克斯韦方程组的解
- 第22章 交流电路
- 第23章 空腔共振器
- 第24章 波導
- 第25章 用相对论符号表示的电动力学
- 第26章 場的洛伦兹变换
- 第27章 场的能量和场的动量
- 第28章 電磁質量
- 第29章 电荷在电场和磁场中的运动
- 第30章 晶体的内禀几何
- 第31章 張量
- 第32章 稠密材料的折射率
- 第33章 表面反射
- 第34章 物質的磁性
- 第35章 順磁性与磁共振
- 第36章 鐵磁性
- 第37章 磁性材料
- 第38章 彈性学
- 第39章 彈性材料
- 第40章 干水的流动
- 第41章 湿水的流动
- 第42章 彎曲空間

### 第3卷
- 第1章 量子行為
- 第2章 波动观点与粒子观点的关系
- 第3章 概率振幅
- 第4章 全同粒子
- 第5章 自旋1
- 第6章 自旋1/2
- 第7章 振幅对时间的依存关系
- 第8章 哈密顿矩阵
- 第9章 氨微波激射
- 第10章 其他雙態系統
- 第11章 再论雙態系統
- 第12章 氢的超精細分裂
- 第13章 在晶格中的傳播
- 第14章 半導體
- 第15章 独立粒子近似
- 第16章 振幅对位置的依存关系
- 第17章 對稱性与守恆定律
- 第18章 角動量
- 第19章 氫原子及周期表
- 第20章 算符
- 第21章 经典情况下的薛定谔方程：关于超导电性的讨论会
- 费恩曼的结束语

## 历史
这套书主要由费曼的现场授课录音整理而成。费曼没有提前备课，其授课内容都是依靠平时积累，即兴发挥而成。其讲述风格也是比较创新的，引用的参考资料很少。
其中最易懂的6章后来单独成书：《简单的六章：由最出色的教师解释的物理学的基本知识》，随后次易懂的6章编为：《不太容易的六章：爱因斯坦相对论，对称性和时空》。另外，第1卷中一些最浅显的章节被选编入《费曼讲物理入门》一书。
2013年9月13日，Gottlieb在给费曼讲义在线论坛会员的一封电子邮件里宣布讲义的第一卷被放到了加州理工学院和费曼讲义网站上，后几卷也将可供查阅。現時所有章节都已可供查阅。为了使讲义在不同的设备上都有一致的阅读体验，网站运用了HTML5、SVG和MathJax等现代网页技术，因此讲义中的文字、图形和方程，在不同的尺寸上都能保持高品質显示效果。

## 评价
- 和费曼同師於惠勒門下的基普·索恩曾为本书的千禧年版作序，於此序中稱讚「本书能够久经时间考验」，并称费曼是自己的密友和心目中的英雄。[3]

## 影响
- 清华大学曾开设“费曼物理学”课程，并使用本书作为教材。[4][5][6]清华大学本科物理方向的学生在学习完普通物理学课程后，可以选择这门课程。

## 出版資料
- 费曼物理学讲义(聯同雷頓及山德士)，共三冊1964年，1966年

  - 1970年 三冊平裝本 ISBN 0-201-02115-3
  - 1989年 三冊本紀念硬皮版 ISBN 0-201-50064-7
  - 2006年 硬皮限定版 ISBN 0-8053-9045-6
- 《費曼物理學訣竅》 硬皮版 ISBN 0-8053-9063-4
- 《費曼的6堂Easy物理課》2001年 天下文化出版 ISBN 957-621-846-2
- 《簡單的六章》硬皮版（連同費曼聲音錄音CD） ISBN 0-201-40896-1
- 《簡單的六章》平裝版 ISBN 0-201-40825-2
- 《費曼的6堂Easy相對論》2001年 天下文化出版 ISBN 957-621-845-4
- 《不太容易的六章》平裝版（連同費曼聲音錄音CD） ISBN 0-201-32841-0
- 《不太容易的六章》平裝版 ISBN 0-201-32842-9
- 费曼讲物理入门 湖南科学技术出版社 ISBN 978-7-5357-3847-9
- 费恩曼物理学讲义(第1卷) 上海科学技术出版社 ISBN 978-7-5323-7878-4
- 费恩曼物理学讲义(第2卷) 上海科学技术出版社 ISBN 978-7-5323-7874-6
- 费恩曼物理学讲义(第3卷) 上海科学技术出版社 ISBN 978-7-5323-7875-3
- 费恩曼物理学讲义 第一卷·英文版 世界图书出版公司 ISBN 978-7-5062-7247-6
- 费恩曼物理学讲义 第二卷·英文版 世界图书出版公司 ISBN 978-7-5062-7248-3
- 费恩曼物理学讲义 第三卷·英文版 世界图书出版公司 ISBN 978-7-5062-7249-0

## 外部連結
- . California Institute of Technology.   [2018-04-18] （英语）.
- . 遠見天下文化出版股份有限公司. （原始内容存档于2020-01-27） （中文（臺灣））.
- 《The Feynman Lectures on Physics》的Goodreads收录页（英文）
  - 《Six Easy Pieces: Essentials of Physics By Its Most Brilliant Teacher》的Goodreads收录页（英文）
  - 《Six Not-So-Easy Pieces: Einstein's Relativity, Symmetry, and Space-Time》的Goodreads收录页（英文）
  - 《Tips on Physics: A Problem-solving Supplement to the Feynman Lectures on Physics》的Goodreads收录页（英文）
- 豆瓣读书上《The Feynman Lectures on Physics》的資料 （简体中文）
  - 豆瓣读书上《费曼讲物理 入门》的資料 （简体中文）
  - 豆瓣读书上《费曼讲物理 相对论》的資料 （简体中文）
  - 豆瓣读书上《費曼物理學訣竅》的資料 （简体中文）